# Antonio Añoveros Ataún
Antonio Añoveros Ataún (Pamplona, 1909 - † Bilbao, 1987) fou un clergue catòlic navarrès, bisbe de Cadis i Ceuta (1964 - 1971), seu de la qual havia estat coadjutor (1954-1964); va acabar la seva carrera eclesiàstica com a bisbe de Bilbao (1971-1978).

## Biografia
Va estudiar Dret i Teologia. Ordenat sacerdot en 1933, va ser rector de Sant Nicolás de Pamplona i, entre 1942 i 1950, de Santa María de Tafalla. Traslladat a Màlaga, allí va ser canonge de la catedral, rector del seminari i vicari general de la diòcesi, sent nomenat en 1952 bisbe auxiliar. Dos anys després passa a exercir el mateix càrrec a Cadis, diòcesi de la qual és preconitzat bisbe titular en 1964.
Fou nomenat bisbe de Bilbao al desembre de 1971. Es va interessar per la situació dels més pobres i comença a fer homilies en basc. En la quaresma de 1974 va protagonitzar un dur enfrontament amb el govern de Franco, a causa de la seva homilia sobre el dret del poble basc a la seva identitat, que va ser llegida el 24 de febrer d'aquest any a les esglésies de la diòcesi. La tesi central de l'homilia deia:
| « | El poble basc té unes característiques pròpies... entre les quals destaca la seva llengua mil·lenària. Aquests trets donen una identitat específica dins del conjunt de pobles que constitueixen l'Estat espanyol. El poble basc té el dret de conservar el seu patrimoni espiritual, sense perjudici d'un saludable intercanvi amb els pobles veïns dins d'una organització sociopolítica que reconegui la seva pròpia llibertat" | » |

.
Això es feia dos mesos després de l'assassinat per membres d'ETA de l'almirall Luis Carrero Blanco, president del Govern i presumpte successor d'un Franco molt ancià.
Añoveros va ser acusat de llançar atacs subversius contra la unitat nacional. El nou president del govern, Carlos Arias Navarro, pressionat per l'extrema dreta (el búnker), va reduir Añoveros i al seu vicari general, monsenyor Ubieta López, a arrest domiciliari. Hi havia indicis i rumors que alguns sectors del clergat basc (especialment joves de tendència progressista) col·laboraven amb ETA. No es va acceptar cap reconciliació i es va intentar expulsar Añoveros d'Espanya. El bisbe es va negar a abandonar el país, al·legant que només ho faria sota ordres directes del Papa (Pau VI, conegut per la seva orientació progressista des del Concili Vaticà II). Una expulsió forçada hagués estat considerada una violació del Concordat de 1953 i es va arribar a amenaçar amb l'excomunió (assumpte important, donada la confessionalitat del règim). L'assumpte va atreure molta expectació i va esdevenir qüestió extremadament delicada per al Govern espanyol. Arias es va veure forçat, finalment, a retirar l'ordre. Añoveros va romandre a la seva seu, fins que va dimitir al setembre de 1978.
Va morir a Bilbao el 24 d'octubre de 1987.